# Кубок Нідерландів з футболу 1999—2000
Кубок Нідерландів з футболу 1999–2000 — 82-й розіграш кубкового футбольного турніру в Нідерландах. Володарем кубка вдруге стала Рода.

## Календар
| Раунд            | Дата                       | Матчі | Клуби   |
| ---------------- | -------------------------- | ----- | ------- |
| Попередній раунд | 31 липня - 31 серпня 1999  | 117   | 86 → 46 |
| Перший раунд     | 22 вересня - 6 жовтня 1999 | 20    | 46 → 26 |
| Другий раунд     | 28-30 жовтня 1999          | 10    | 26 → 16 |
| 1/8 фіналу       | 27-30 січня 2000           | 8     | 16 → 8  |
| 1/4 фіналу       | 16-17 лютого 2000          | 4     | 8 → 4   |
| 1/2 фіналу       | 11-12 квітня 2000          | 2     | 4 → 2   |
| Фінал            | 21 травня 2000             | 1     | 2 → 1   |

## 1/8 фіналу
| Команда 1         | Рахунок | Команда 2                  |
| ----------------- | ------- | -------------------------- |
| 27 січня 2000     |         |                            |
| Валвейк           | 2:0     | Ейндговен (2)              |
| 28 січня 2000     |         |                            |
| Гелмонд Спорт (2) | 1:2     | Віллем II                  |
| Рода              | 1:0     | Аякс                       |
| Неймеген          | 1:0     | Ексельсіор (Роттердам) (2) |
| Дордрехт (2)      | 1:0     | Росендал (2)               |
| 29 січня 2000     |         |                            |
| ПСВ               | 0:2     | Вітессе                    |
| 30 січня 2000     |         |                            |
| Утрехт            | 5:3     | Гоу Егед Іглз (2)          |
| Феєнорд           | 1:3     | АЗ                         |

## 1/4 фіналу
| Команда 1      | Рахунок | Команда 2    |
| -------------- | ------- | ------------ |
| 16 лютого 2000 |         |              |
| Валвейк        | 0:1     | Вітессе      |
| Утрехт         | 0:1     | Рода         |
| Неймеген       | 2:0     | Дордрехт (2) |
| 17 лютого 2000 |         |              |
| Віллем II      | 1:2 дч  | АЗ           |

## 1/2 фіналу
| Команда 1      | Рахунок      | Команда 2 |
| -------------- | ------------ | --------- |
| 11 квітня 2000 |              |           |
| АЗ             | 1:1 пен. 1:4 | Неймеген  |
| 12 квітня 2000 |              |           |
| Вітессе        | 0:1 дч       | Рода      |

## Фінал
| 21 травня 2000 |

| Неймеген | 0:2      | Рода                               |
| -------- | -------- | ---------------------------------- |
|          | Протокол | Петерс 20' ван дер Лейр 90' (пен.) |

| Феєнорд, Роттердам Глядачів: 40 000 Арбітр: Релоф Лейнге |